# Mapa Rensselaerswycku
Mapa Rensselaerswycku je mapa vytvořená během 30. let 17. století, pravděpodobně v roce 1632, na žádost majitele panství Rensselaerswyck, Kiliena van Rensselaera, nizozemského klenotníka a mecenáše. Rensselaerswyck byl jediným úspěšným patronátem v kolonii Nové Nizozemí, osídlené Nizozemskou západoindickou společností na příkaz parlamentu Spojených provincií nizozemských. Mapa je považována za první mapu Rensselaerswycku, která kdy byla vytvořena.

## Pozadí a popis
Mapa je rukopisnou mapou na pergamenu o rozměrech 22+1⁄2 na 70 palců a zobrazuje zemi podél řeky Hudson od ostrova Barren, jižně od Coeymans, po ústí řeky Mohawk. Litografické kopie mapy byly publikovány v Moultonově History of New York, O'Callaghanově History of New Netherland a v Munsellově Annals of Albany. Mapa je bez data nebo jména výrobce. Na základě zapsání platby Kiliaenem van Rensselaerem ve výši šesti rixdolarů („Gillis van Schendel, za jednu mapu na pergamenu a čtyři kopie na papíře, ostrovů a dalších obdělávatelných pozemků nacházejících se v mé kolonii“), ke které došlo k 8. únoru 1630, je mapa běžně připisována Gillis van Schendelovi a k roku 1630, ale protože nápis na mapě odkazuje na nákup pozemků od ostrova Beeren po ostrov Smacks, který se odehrál v roce 1631, je zřejmé, že zápis platby musel být buď umístěn pod nesprávným datem, nebo odkazovat na jinou mapu. Prohlášení Kiliaena van Rensselaera v dopise Johannesovi de Laetovi z 27. června 1632, v memorandu Wouteru van Twillerovi z 20. července 1632 a v dopise téhož data Dircku Corneliszi Duysterovi naznačují, že mapa byla pravděpodobně vyrobena v Holandsku, krátce po 20. červenci 1632, z hrubých návrhů a průzkumů různých částí kolonie, které v různých dobách poskytli Philips Jansz van Haerlem, Crijn Fredericksz a Albert Dieterinck. O těchto mužích je známo velmi málo. Philips Jansz van Haerlem je zmiňován Davidem Pieterszem de Vries v jeho Korte Historiael jako mladý muž, kterého v červnu 1635 najal, aby kormidloval jeho loď ze Sandy Hook do Nového Amsterdamu a který dříve sloužil ve Východní Indii. Crijn Fredericksz je zmíněn Nicolaesem van Wassenaer v Historisch Verhael pod datem listopadu 1626, jako inženýr, který vytyčil pevnost v Novém Amsterdamu. Zdá se, že Albert Dieterinck byl komisařem ve Fort Orange.
Některé rysy mapy vyžadují zvláštní zmínku. Měřítko, ve kterém má být mapa nakreslena, je 16+7⁄8 palců k nizozemské míli nebo 3+5⁄8 palců k anglické míli. Tím je vzdálenost z ostrova Beeren k Moeneminově hradu, která se na původní mapě rovná 67+1⁄2 palce, přesně 4 nizozemské míle, neboli rozsah území, které na jedné straně splavné řeky povoluje pátý článek Listiny svobod a výjimek. Ve skutečnosti však vzdálenost mezi těmito dvěma body není 4 nizozemské míle nebo 18,44 anglických mil, ale asi 22 + 1⁄2 míle, takže skutečné měřítko mapy je pouze 3 palce na míli. Střední a dolní část řeky jsou nakresleny poměrně přesně, ale horní část je nakreslená špatně. Obzvláště matoucí je široký potok označený jako Renselaers Kill, který vypadá, že představuje řeku Mohawk, ale není správně umístěný. Snad nejpravděpodobnějším vysvětlením této chyby je, že kompilátor přibližně v tom okamžiku spojil dvě samostatné mapy a vzhledem k tomu, že neznal topografii lokality, nedokázal propojit jižní větev Mohawku vyznačenou na jedné mapě s odtokem vyznačeným na druhé mapě. Je třeba poznamenat, že u většiny potoků jsou naznačena pouze ústí. Až do roku 1636 byly v kolonii pouze tři farmy. Hrady slabě zobrazené u jmen Godijns Burg, Renselaers Burg, De Laets Burg atd. tedy nepředstavují žádná skutečná sídla, ale pouze označují místa, kde patron zamýšlel založit farmy. V době, kdy byla mapa nakreslena, byla půda zakoupená pro kolonii Rensselaerswyck téměř zcela omezena na půdu na západní straně řeky; vše, co vlastnili na východní straně, byla malá plocha naproti Fort Orange. Je zvláštní, že jméno Rensselaerswyck bylo umístěno tak, aby pokrývalo přesně toto území patřící kolonii.

## Pojmenovávání
Jména Bijlaers Dael, Weelijs Dael, Twillers Dael a Pafraets Dael, daná příslušným okresům na obou stranách řeky, nad a pod Fort Orange, připomínají jména první manželky Kiliaena van Rensselaera, Hillegondy van Bijlaer; jeho druhé manželky Anny van Welyové; jeho jediné sestry Marie, manželky Rijckaerta van Twillera a matky Woutera van Twillera; a jeho matky Marie Pafraetové.

## Mapa dnes
Originál mapy, nebo možná jedna z původních kopií, je v současné době ve vlastnictví a vystaven ve Státním muzeu v Albany v New Yorku. Byla vystavena jako součást výstavy 1609, která připomínala čtyřsté výročí příjezdu Henryho Hudsona do New Yorku.